# Плавання на літніх Олімпійських іграх 2020 — марафон 10 кілометрів (чоловіки)
Змагання з плавання на 10 кілометрів серед чоловіків на літніх Олімпійських іграх 2020 відбулися 5 серпня 2021 року в Морському парку Одайба. Це була четверта поява цієї дисципліни на Олімпійських іграх. Уперше її провели 2008 року.

## Кваліфікація
У змаганнях з плавання на 10 кілометрів на відкритій воді серед чоловіків взяли участь 26 плавців:
- 10: Плавці, що посіли перші 10 місць в плаванні на 10 км на чемпіонат світу з водних видів спорту 2019 (щонайбільше 2 від кожної НОК)
- 9: Плавці, що посіли перші 9 місць під час Олімпійського марафонського кваліфікаційного запливу 2020, у якому право на участь мали тільки ті НОК, що ще не кваліфікувались під час Чемпіонату світу (щонайбільше 1 від кожної НОК)
- 5: По одному представникові від кожного континенту (Африка, Америка, Азія, Європа і Океанія), згідно з місцями, які посіли плавці під час Олімпійського кваліфікаційного запливу 2020
- 1: Від країни-господарки (Японія), якщо її плавець ще не кваліфікувався іншим способом. Якщо ж японський плавець вже кваліфікувався іншим способом, то його квота перерозподіляється через загальний відбір Олімпійського кваліфікаційного запливу 2020.

## Формат змагань
На відміну від інших плавальних дисциплін, чоловічий і жіночий марафонські запливи відбулися на відкритій воді. Не було жодних попередніх запливів, а тільки єдиний масс-старт. Заплив проводили вільним стилем без жодних вимог до гребків.

## Розклад
Вказано японський стандартний час (UTC + 9)
| Дата               | Час  | Раунд |
| ------------------ | ---- | ----- |
| 5 серпня 2021 року | 6:30 | Фінал |

## Результати
| Місце | Плавець               | Країна                           | Час          | Відставання  | Примітки |
| ----- | --------------------- | -------------------------------- | ------------ | ------------ | -------- |
| 1     | Флоріан Веллброк      | Німеччина (GER)                  | 1:48:33.7    |              |          |
| 2     | Кріштоф Рашовскі      | Угорщина (HUN)                   | 1:48:59.0    | +25.3        |          |
| 3     | Грегоріо Пальтріньєрі | Італія (ITA)                     | 1:49:01.1    | +27.4        |          |
| 4     | Матан Родіті          | Ізраїль (ISR)                    | 1:49:24.9    | +51.2        |          |
| 5     | Атанасіос Кинігакіс   | Греція (GRE)                     | 1:49:29.2    | +55.5        |          |
| 6     | Марк-Антуан Олів'є    | Франція (FRA)                    | 1:50:23.0    | +1:49.3      |          |
| 7     | Феррі Вертман         | Нідерланди (NED)                 | 1:51:30.8    | +2:57.1      |          |
| 8     | Майкл Макґлінн        | ПАР (RSA)                        | 1:51:32.7    | +2:59.0      |          |
| 9     | Хау-Лі Фань           | Канада (CAN)                     | 1:51:37.0    | +3:03.3      |          |
| 10    | Джордан Вілімовскі    | США (USA)                        | 1:51:40.2    | +3:06.5      |          |
| 11    | Роб Муффельс          | Німеччина (GER)                  | 1:53:03.3    | +4:29.6      |          |
| 12    | Кай Едвардс           | Австралія (AUS)                  | 1:53:04.0    | +4:30.3      |          |
| 13    | Тайсін Мінаміде       | Японія (JPN)                     | 1:53:07.5    | +4:33.8      |          |
| 14    | Маріо Сандзулло       | Італія (ITA)                     | 1:53:08.6    | +4:34.9      |          |
| 15    | Давід Фарінанго       | Еквадор (ECU)                    | 1:53:09.8    | +4:36.1      |          |
| 16    | Філліп Зейдлер        | Намібія (NAM)                    | 1:53:14.1    | +4:40.4      |          |
| 17    | Даніель Дельгадільйо  | Мексика (MEX)                    | 1:53:14.4    | +4:40.7      |          |
| 18    | Альберто Мартінес     | Іспанія (ESP)                    | 1:53:16.4    | +4:42.7      |          |
| 19    | Кирило Абросімов      | Олімпійський комітет Росії (ROC) | 1:54:29.3    | +5:55.6      |          |
| 20    | Уссама Меллулі        | Туніс (TUN)                      | 1:56:33.3    | +7:59.6      |          |
| 21    | Віталій Худяков       | Казахстан (KAZ)                  | 1:57:53.7    | +9:20.0      |          |
| 22    | Вільям Янь Торлі      | Гонконг (HKG)                    | 1:58:33.4    | +9:59.7      |          |
| 23    | Тьягу Кампус          | Португалія (POR)                 | 1:59:42.0    | +11:08.3     |          |
| 24    | Матей Козубек         | Чехія (CZE)                      | 2:01:52.1    | +13:18.4     |          |
| 25    | Гектор Парду          | Велика Британія (GBR)            | Не фінішував | Не фінішував |          |
| 25    | Давід Обрі            | Франція (FRA)                    | Не фінішував | Не фінішував |          |